# Jean Makoun
Jean II Makoun (Yaoundé, 29 de maig de 1983) és un futbolista professional camerunès. Juga de volant i el seu equip actual és l'Aston Villa. Durant la seva etapa a l'Olympique de Lió, va emprar el dorsal 17, que estava en desús des de 2003 com a homenatge cap al mort i també camerunès Marc-Vivien Foé.

## Selecció
Ha estat internacional amb la selecció camerunesa, ha jugat 30 partits internacionals.

## Clubs
| Club             | País       | Any       |
| ---------------- | ---------- | --------- |
| Lilla Osc        | França     | 2001-2008 |
| Olympique de Lió | França     | 2008-2010 |
| Aston Villa      | Anglaterra | 2011-     |